# Crema de convents de 1931 a Espanya

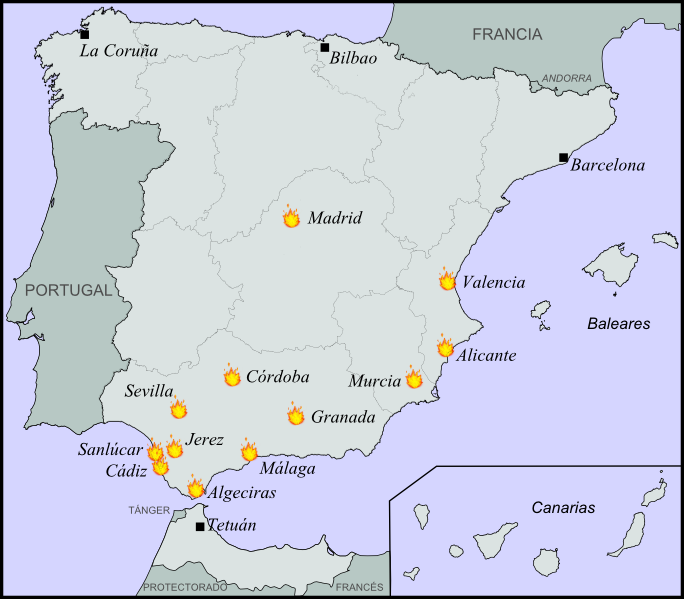
Ciutats on es van produir els successos

Es coneix com a crema de convents de 1931 l'onada de violència, contra institucions de l'Església catòlica principalment, ocorreguda entre els dies 10 i 13 de maig de 1931 a l'estat espanyol. Els avalots van començar a Madrid durant la inauguració del Cercle Monàrquic, destinat a organitzar els lleials a Alfons XIII contra la recentment declarada Segona República Espanyola i ràpidament es van estendre per altres ciutats del sud i l'est peninsular.

## Antecedents
Amb la proclamació de la república, el nou ordre constitucional havia d'emparar la llibertat de culte i desenvolupar un procés de secularització que permetés superar la tradicional identificació entre l'estat i l'Església catòlica, un dels elements clau de legitimació de la monarquia. Els republicans van anunciar la seva determinació de crear un sistema d'escoles laiques, introduir el divorci, secularitzar cementiris i hospitals i altres mesures. L'1 de maig, el cardenal Pedro Segura y Sáez va publicar una pastoral en la qual instava els fidels a unir-se per salvar els drets amenaçats de l'Església.

## Els successos

### Madrid
Al matí del 10 de maig de 1931 s'inaugurava al carrer d'Alcalá el Cercle Monàrquic, amb l'objectiu d'organitzar els lleials a Alfons XIII. Durant l'acte va sonar la marxa reial, la qual cosa va provocar que alguns vianants espontanis intentessin forçar les portes de l'immoble, i hagueren d'intervenir les forces públiques. Va córrer per la ciutat el rumor que un taxista havia estat assassinat per un monàrquic durant aquests enfrontaments i va haver-hi un intent d'incendiar l'edifici del diari monàrquic ABC. Encara que la guàrdia civil va aconseguir evitar l'assalt, diverses persones van resultar ferides, la qual cosa va contribuir a preparar els successos del dia 11.
Entre els dies 11 i 12 de maig de 1931 es van cremar intencionadament a Madrid els següents edificis religiosos:
- Casa professa d'Isabel la Catòlica dels jesuïtes del carrer i Flor Baja i la seva església annexa. En aquest incendi es va cremar la biblioteca, considerada en aquell moment la segona millor d'Espanya. Contenia més de 80.000 volums, entre aquests incunables insubstituïbles. En l'incendi es van perdre per sempre edicions príncep de Lope de Vega, Francisco de Quevedo, Calderón de la Barca o Diego de Saavedra Fajardo.[2]
- Col·legi de la Inmaculada y San Pedro Claver i l'Instituto Católico de Artes e Industrias (ICAI) del carrer Alberto Aguilera. Es van perdre per sempre 20.000 volums de la biblioteca. Tota l'obra del P. García Villada, entre aquesta els seus llibres particulars, col·lecció Razón y Fe, papers i totes les fitxes.[3] També es van perdre més de 100.000 còpies de cançons populars recopilades pel P. Antonio Martínez.[4]
- El centre d'ensenyament d'Arts i Oficis del carrer Areneros regentat també per religiosos de la Companyia de Jesús.
- Parròquia de Santa Teresa i San José dels Carmelites Descalços de la plaça d'Espanya.
- Col·legi de Sagrat Cor de Chamartín.
- Col·legi de Nostra Senyora de les Meravelles de Cuatro Caminos. Es va destruir el seu museu de mineralogia i divers material científic.
- Convent de les Mercedàries Calçades de San Fernando. En aquest edifici, abans de començar l'incendi, van ser desenterrats i profanats diferents cadàvers de religioses i trets a passeig, finalment van ser llançats a les flames.
- Col·legi del María Auxiliadora de les Salesianes.
- Convent de les Bernardes de Vallecas.

A més d'aquests, es van intentar incendiar uns altres 12 edificis religiosos, encara que sense èxit. Durant els aldarulls alguns religiosos van ser agredits i expulsats dels seus temples. En els incendis d'aquests edificis es van cremar i es van destruir per sempre obres pictòriques d'artistes com Zurbarán, Van Dyck i Claudio Coello. A més es van realitzar diversos saquejos i robatoris abans de produir-se els incendis. Les forces de seguretat no van intervenir en cap cas davant aquests atemptats. El ministre Miguel Maura Gamazo va intentar actuar i emprar la guàrdia civil per sufocar els avalots abans que es produïssin, ja que havien arribat rumors a les seves oïdes que es preparava una crema d'esglésies. Davant aquesta reacció, el ministre de Guerra Manuel Azaña, fundador del partit polític Acció Republicana, li ho va prohibir i li va respondre: "si fos veritat, seria una mostra de la justícia immanent". Això va provocar la dimissió temporal de Maura. Quan per fi es va proclamar l'estat de guerra a Madrid, els avalots s'havien estès a altres ciutats.

### Màlaga
A Màlaga la crema de convents va estar precedida per un intent d'incendi del palau del Bisbe el 1930 i diversos successos el mateix dia de la proclamació de la república el 14 d'abril amb l'assalt a la seu del diari La Unión Mercantil i un intent d'assaltar la Residència dels Jesuïtes i el seminari l'endemà.
Quan van arribar a la ciutat les notícies dels successos de Madrid, les masses es van tirar al carrer a la nit i van començar els assalts a la Residència dels Jesuïtes i el palau del Bisbe. Els incidents es van perllongar durant la matinada i tot el dia 12, quan es va declarar l'estat de guerra, que no va aconseguir contenir els saquejadors, per la qual cosa es va constituir una guàrdia cívica amb militants republicans i socialistes i la CNT va publicar un manifest pacificador.
Van resultar afectats per incendis: el palau Episcopal; les parròquies de la Merced, San Felipe, San Pablo, Mártires, i Sto. Domingo; i els convents i esglésies jesuïtes, San Agustín, Barcenillas, Ángel, San José, Carmelites Descalces, caputxines, Germanes de la Creu, maristes, Zamarrilla, Aurora María i Puerto de la Torre.
Igualment van ser assaltades i saquejades les parròquies del Carmen, San Juan, Santiago, Angustias i San Patricio; i els convents i esglésies de San Manuel, San Lázaro, Catalinas, Reparadoras, San José, Concepción, Sant Bernardo, Encarnación, Servei Domèstic, Esperanza, Sagrada Família, Adoratrices, Mercedarias, Cruz del Molinete, San Carlos, Terciàries franciscanes, San Pedro i Santíssima Trinitat.
El governador militar de Màlaga Gómez Caminero va enviar un telegrama a Azaña amb el contingut següent: "Ha començat l'incendi d'esglésies. Demà continuarà".

### València
A València van cremar els convents de Sant Josep de les Carmelites, Sant Julià de les Agustines i el Col·legi de la Presentació. Així mateix, van ser assaltats els convents de Teresianes, la Residència dels Jesuïtes i el Seminari Conciliar.

### Sevilla
A Sevilla durant l'11 de maig es va cremar el col·legi dels jesuïtes a la plaça de Villasis, l'església del Buen Suceso, la Residència dels Caputxins, la capella de San José i els convents de les Mínimes i els Paules. També es va intentar incendiar el Palau Arquebisbal i els convents de San Buenaventura, San Leandro i San Juan de Dios, encara que aquests incendis van ser sufocats per la intervenció ciutadana. La guàrdia civil va impedir la crema de l'església dels jesuïtes del carrer Trajano i les esglésies dels Salesians i Reparadores.
El dia 12 de maig es declara l'estat de guerra a Sevilla, però malgrat això, la violència s'estén als pobles. A Lora del Río es reprodueixen els incidents contra l'església parroquial, l'ermita de Nuestro Padre Jesús i el convent de les Mercedàries Descalces. A Coria del Río s'incendien tres esglésies. A Alcalá de Guadaíra un grup d'assaltants expulsa les franciscanes del convent de Santa Clara. Succeiria el mateix a Carmona, on van haver d'abandonar el seu convent les Agustines. No va succeir el mateix a altres pobles com Olivares, Carrión, La Puebla del Río i Espartinas,on els mateixos veïns van fer unes "guàrdies cíviques" i armats van impedir que les partides organitzades d'incendiaris cremessin les esglésies i convents.

### Granada
A Granada (Andalusia) el 12 de maig s'intenta cremar el diari catòlic Gaceta del Sur i el monàrquic El Noticiero Granadino. Pel que fa a edificis religiosos s'intenten cremar el col·legi dels maristes, el convent dels agustins i el de les monges de Realejo. Tots aquests incendis van ser sufocats per la ràpida intervenció dels bombers. Però els esdeveniments es desborden quan els assaltants aconsegueixen entrar en el citat diari catòlic, als lluïsos, la residència de les redemptoristes, l'església d'Hospitalicos i el convent de les religioses de Santiago. També esclatarà un artefacte al convent de les carmelites i s'intenta agredir uns sacerdots a la Gran via. El general González Carrasco decreta l'estat de guerra i aconsegueix impedir la crema del convent de les trinitàries, però no ho aconsegueix amb el convent dels caputxins.
A la província de Granada es reprodueixen els actes violents a Loja, on es cremen el convent de Santa Clara, la residència dels jesuïtes a Santa Fe i és saquejada l'església de la Macarena. A Atarfe es produeix un violent incident entre veïns i uns presumptes incendiaris, que se salda amb sis morts i diversos ferits.

### Còrdova
A Còrdova van cremar el convent de San Cayetano.

### Cadis
- A Cadis es va cremar el convent dels Dominics, l'església de Santa María i el convent del Carmen.
- A Sanlúcar de Barrameda es va intentar incendiar el convent dels Caputxins.
- A Jerez de la Frontera es va assaltar el convent de San Francisco, el dels Carmelites i la Residència dels Jesuïtes.
- A Algesires va haver-hi incidents, en els quals es va intentar cremar diverses esglésies.

### Murcia
A Múrcia va ser cremada l'església de la Puríssima i van ser assaltats els convents de les Isabelas i de les Verónicas. També es va incendiar l'immoble del diari La Verdad.

### Alacant
A Alacant es van incendiar les Escoles Salesianes, el Col·legi de les Carmelites, la parròquia de Benalua, el convent de Sant Francesc, la casa d'exercicis de la Companyia de Jesús, el convent de les Oblates, l'església del Carme, la Residència dels Jesuïtes, el convent de Caputxins, el convent d'Agustins, el palau Episcopal, el Col·legi de Jesús i María, el Col·legi de la Companyia de María i el Col·legi dels Maristes.

## Reaccions
L'Agrupación al Servicio de la República va condemnar els fets en un article publicat a El Sol l'11 de maig, signat per Gregorio Marañón, José Ortega y Gasset i Ramón Pérez de Ayala:
| « | Cremar convents i esglésies no demostra ni veritable zel republicà ni esperit d'avançada, sinó més aviat un fetitxisme primitiu o criminal que porta el mateix a adorar les coses materials que a destruir-les. | » |

L'alcalde socialista de Madrid va publicar el bàndol següent: 
| « | El poble, que sempre va donar proves de la més noble elevació espiritual (…) no pot oblidar en aquests moments que al costat dels edificis que pretén destruir hi ha cases on habiten milers de conveïns (…) ancians (…) als quals les flames (…) no podrien distingir ni respectar. Per això, si la indignació va prendre el foc, que l'apaguin els cors generosos dels madrilenys | » |

El diari El Socialista va publicar el 12 de maig de 1931: 
| « | La reacció ha vist ja que el poble està disposat a no tolerar. Han cremat els convents: aquesta és la resposta de la demagògia popular a la demagògia dretana. | » |

També El Socialista va publicar el 15 de maig de 1931: 
| « | (...) els religiosos disparaven contra els obrers (…) les violències del poble (…) han respost sempre al foc que se'ls dirigia des de l'interior de les fortaleses conventuals (sens dubte amb mala punteria, puix ni un sol incendiari va resultar víctima d'aquell foc) (…) eren arsenals i polvorins, hi havia fusells, bombes de mà i metralladores. | » |